# Ignacy Spencer

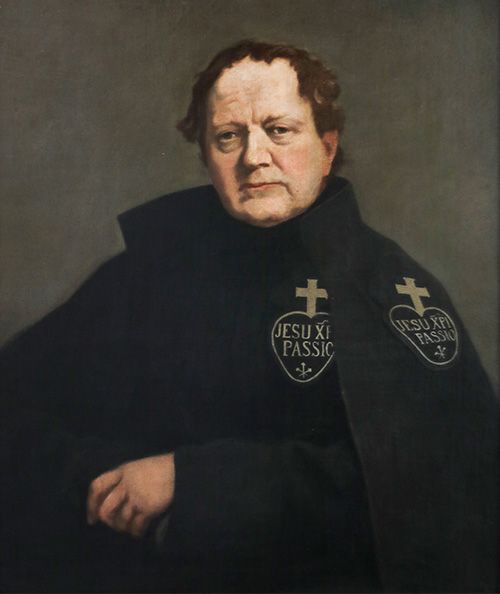
Ignatius Spencer

Ignacy od św. Pawła wł. George Ignatius Spencer (ur. 21 grudnia 1799 w Londynie; zm. 1 października 1864 w Carstairs) – brytyjski duchowny anglikański, a następnie katolicki, Sługa Boży Kościoła katolickiego.

## Życiorys
Urodził się wielodzietnej rodzinie, a jego rodzicami byli George Spencer (późniejszy  2. hrabia Spencer) i Lavinia Bingham. Wychował się w anglikańskiej rodzinie. W dniu 22 grudnia 1822 roku został wyświęcony na diakona, a w dniu 13 czerwca 1824 roku otrzymał święcenia kapłańskie. W 1830 roku nawrócił się na katolicyzm. W sierpniu 1832 roku powrócił do Anglii, gdzie został mianowany wikariuszem parafii w Walsall. W 1847 roku wstąpił do zakonu Pasjonistów, i w dniu 5 stycznia 1847 roku otrzymał habit z rąk Dominika Barberi. Zmarł 1 października 1864 roku na atak serca w opinii świętości. Obecnie trwa jego proces beatyfikacyjny.